# Piramidele din Giza
Piramidele din Giza (germană Gizeh) sunt un complex de monumente antice, se numără printre cele mai cunoscute piramide din antichitate, ele fiind considerate una dintre cele șapte minuni ale lumii antice. Piramidele sunt situate la vest de Valea Nilului și  cca. 8 km sud-vest de orașul Giza și 18 km de Cairo, capitala modernă a Egiptului. Se crede că clădirile au fost create în Împărăția veche a Egiptului Antic, în timpul domniei dinastiei IV-VI (secolul XXVI - XXIII î.Hr.). Marea Piramidă din Giza este singurul monument al celor șapte minuni ale lumii antice. Este, de asemenea, o comoară națională a Egiptului.

## Patrimoniu
Piramidele din Giza și orașul antic Memphis sunt înscrise pe lista patrimoniului mondial UNESCO.

## Construcție
Majoritatea teoriilor de construcție se bazează pe ideea că piramidele au fost construite prin mișcarea unor pietre imense din carieră, prin glisare și ridicare pe loc. Centrul de dezacorduri se referă la metoda prin care pietrele au fost transportate și plasate și cât de posibilă a fost metoda.
În construirea piramidelor, arhitecții ar fi putut să-și dezvolte tehnicile în timp. Ei ar selecta un sit pe o suprafață relativ plată de rocă de bază - nu de nisip - care a oferit o bază stabilă. După ce au urmărit cu atenție situl și au stabilit primul nivel de pietre, au construit piramidele în nivele orizontale, unul pe celălalt. Doar câteva blocuri exterioare rămân în loc în partea de jos a Marii Piramide. În Evul Mediu (secolul al V-lea până în secolul al XV-lea), oamenii s-ar fi putut odihni pentru a construi proiecte în orașul Cairo.

### Astronomie
Părțile celor trei piramide din Giza au fost orientate astronomic spre nord-sud și spre est-vest, într-o mică fracțiune de grad. Printre încercările recente de a explica un astfel de model deliberat sunt cele ale lui S. Haack, O. Neugebauer, K. Spence, D. Rawlins, K. Pickering și J. Belmonte. Aranjamentul piramidelor este o reprezentare a constelației Orion conform teoriei de corelare disputate Orion.

## Piramidele și sfinxul

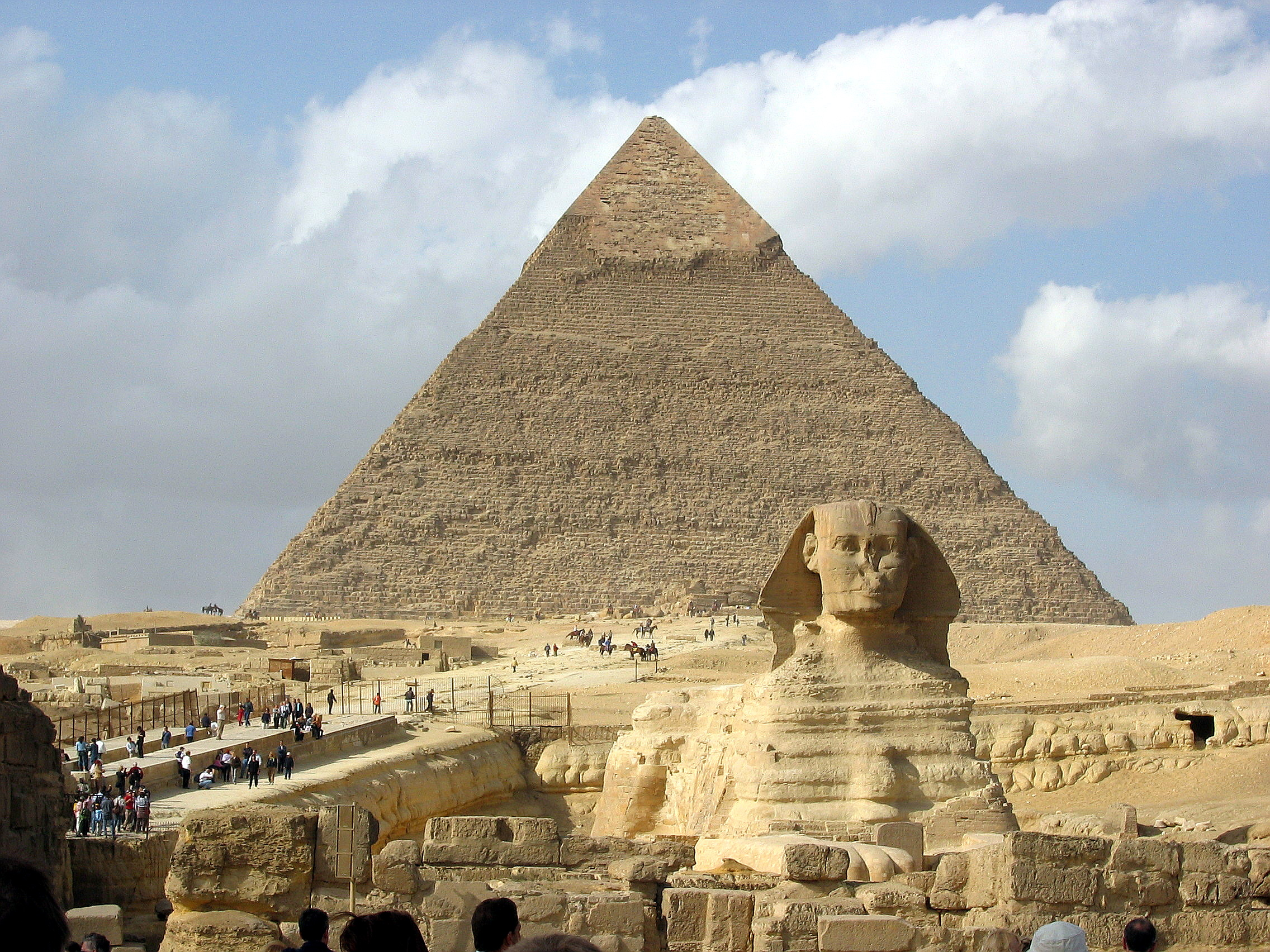
Marele Sphinx în fața Piramidei lui Khafra, 2005.

Piramidele din Giza sunt alcătuite din Marea Piramidă din Giza (cunoscută și sub denumirea de Piramida din Keops sau Khufu și construită în jurul anului 2580 - circa 2560 î.Hr.), oarecum mai mică, Piramida lui Khafra (sau Kephren) la câteva sute de metri spre sud -vest și, relativ modestă, Piramida Menkaura (sau Mykerinos). Marele Sfinx se află pe partea de est a complexului. Consensul actual printre egiptologi este că capul Marelui Sfinx este cel al lui Khafra. Împreună cu aceste monumente majore există un număr de edificii satelit mai mici, cunoscute ca piramidele "regine", drumuri pietruite și piramidele vale.

## Descriere
Această necropolă egipteană veche constă din Piramida lui Khufu (cunoscută sub numele de Marea Piramida și Piramida de la Cheops), piramida Khafra, piramida Menkaura, precum și piramide mai mici cunoscute sub denumirea de Piramidele reginelor.
Marele Sfinx de la Giza este situat pe partea estică a complexului orientat spre est. Mulți oameni de știință continuă să creadă că Sfinxul seamănă cu Khafra.
Monolitul folosit în templul memorial al lui Menkaure - cu o greutate estimată de peste 200 de tone - cea mai grea pe platoul din Giza. Statuia colosală a unui rege așezat din capela centrală a templului Menkaure este una dintre cele mai mari din epoca Vechiului Regat.

### Harta platoului Giza
Au fost descoperite patru cimitire principale pe Podișul Giza: un cimitir în vest, est, sud și în partea centrală.
|  | 1. Piramida lui Kheops 2. Piramida lui Khafra 3. Piramida lui Menkaura 4. Templul funerar al lui Khafra 5. Templul funerar 6. Piramida satelit 7. Templul lui Khafra din vale 8. Templul lui Menkaura din vale 9. Templul funerar al reginei 10. Piramida lui Hentcaus 11. Piramidele reginelor 12. Mastabe 13. Marele Sfinx de la Giza 14. Templul Sfinxului 15. Templul Hemiun 16. Centrul de studiu al piramidelor 17. Casa de bilete | 18. Găuri în care au găsite bărcile solare 19. Drumul nou 20. Morminte sculptate în stâncă 21. Satul meșteșugarilor 22. Cairo 23. Satul Nazlet-el-Samman 24. Drumul funerar 25. Cariera de piatră Menkaura 26. Cimitirul modern 27. La sud, morminte sculptate în stâncă 28. Peretele îngrăditurii 29. Mastabe și morminte sculptate în stâncă 30. Cimitirul de vest 31. Cimitirul de est 32. Zona mastabelor în centru și morminte sculptate în stâncă |

## Galerie

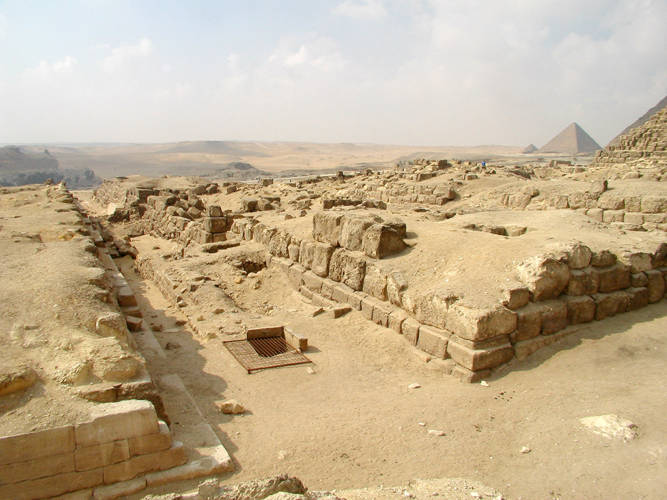
Mastabe orientale
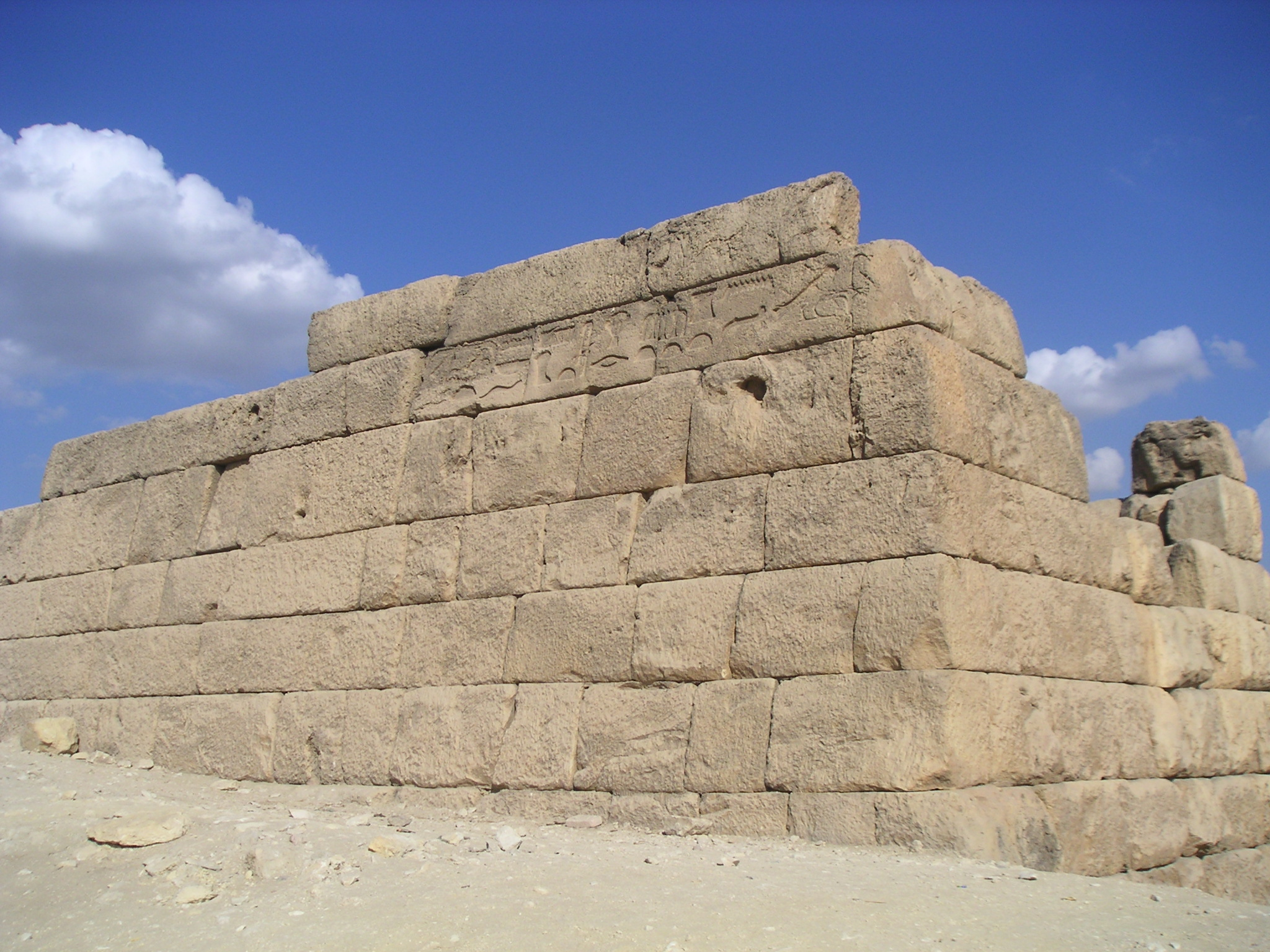
Mastaba Khufuhaf (G 7140 și G 7130)
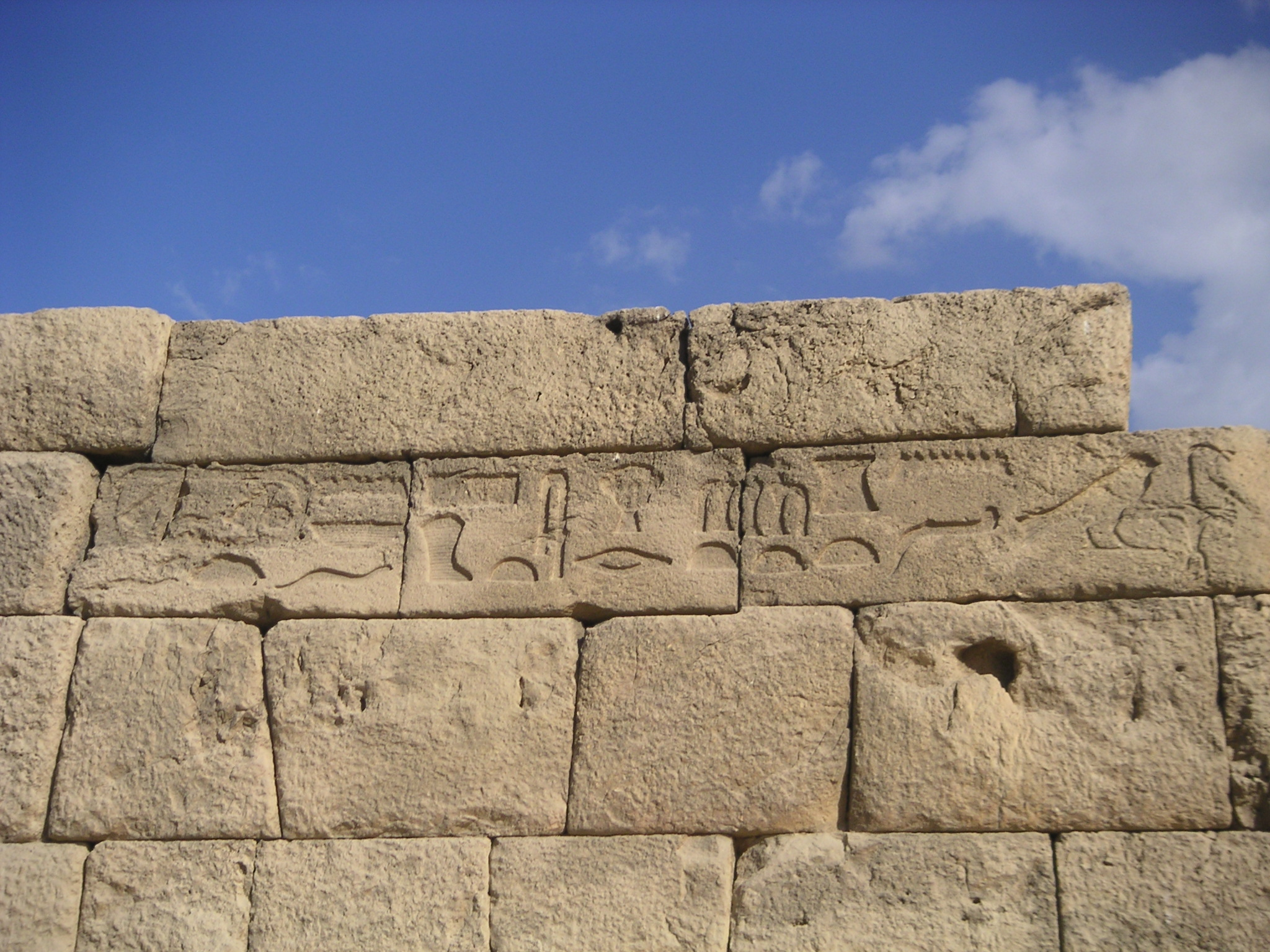
Mastaba Hufuhaf I (fragment al inscripției)
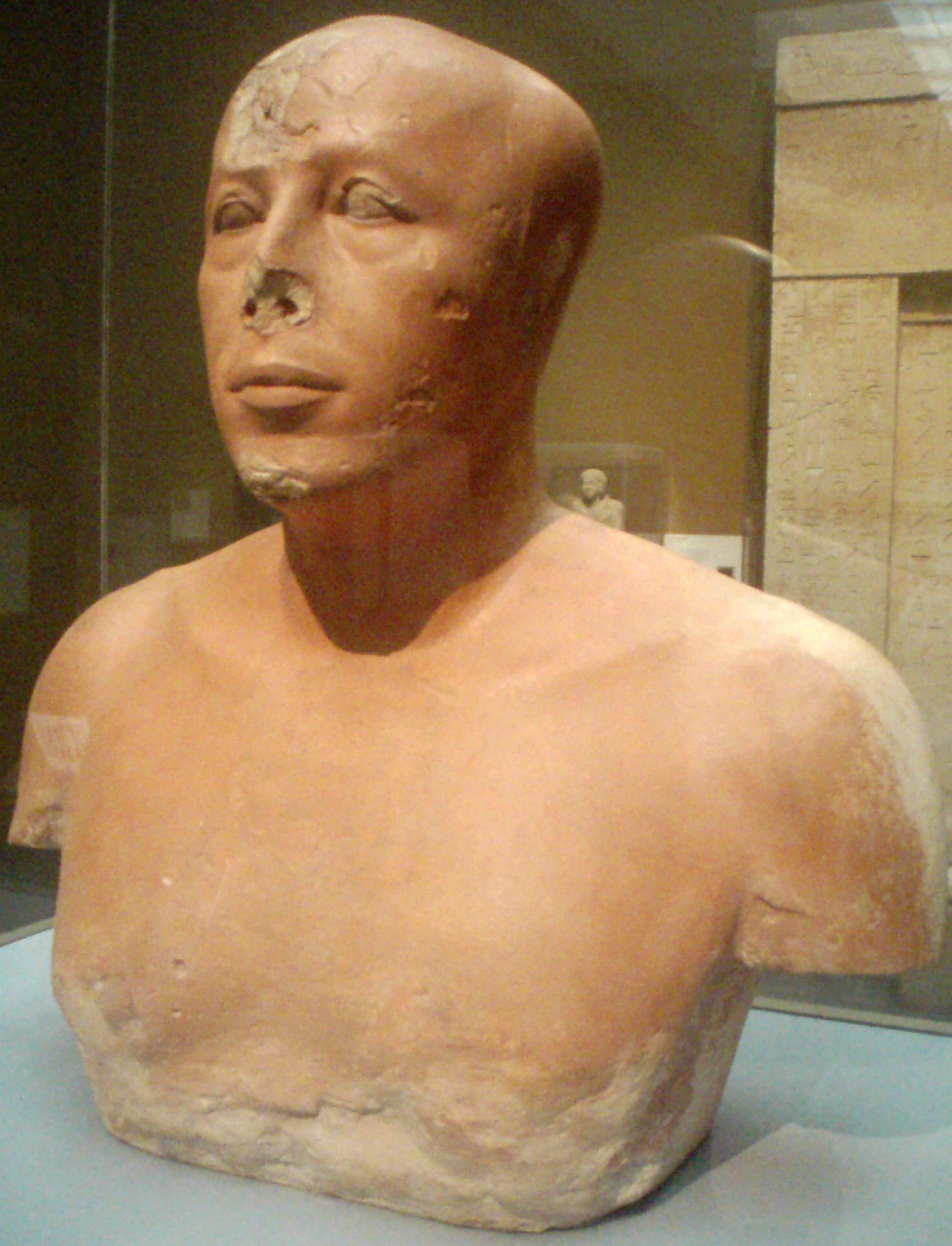
Bust Anhafa (G 7510 mastaba)
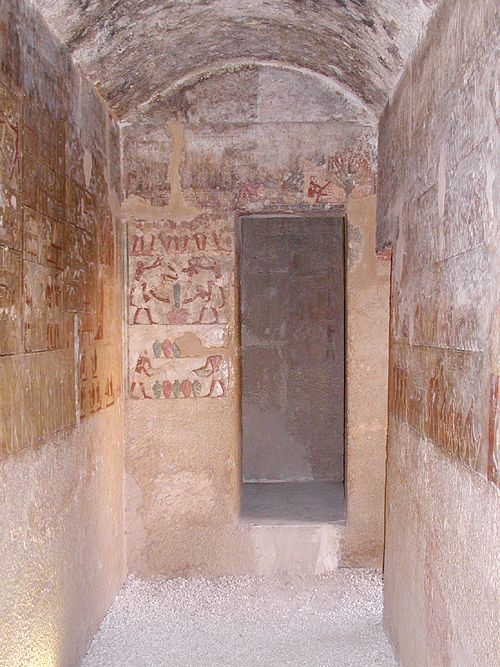
Capela cu arcul rotund din Imeri (G 6020 înmormântare occidentală)
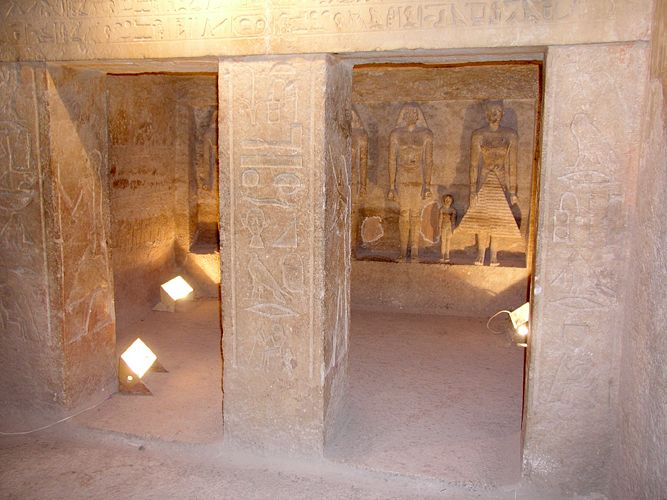
Mastaba Kara (înmormântare la răsărit)
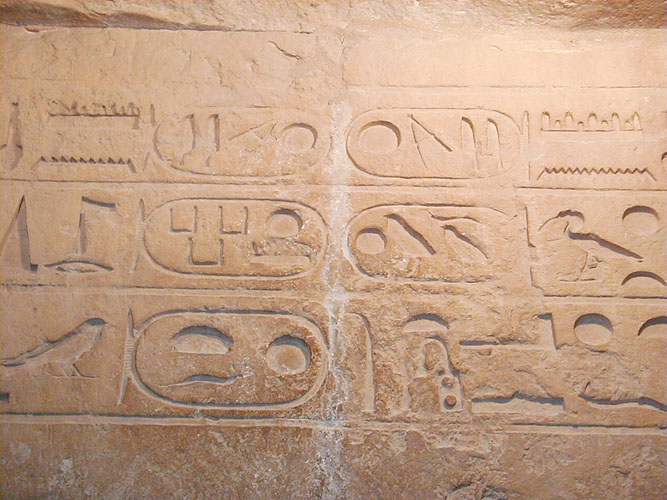
Gravuri de la Kara Karathab (îngroparea de la est)
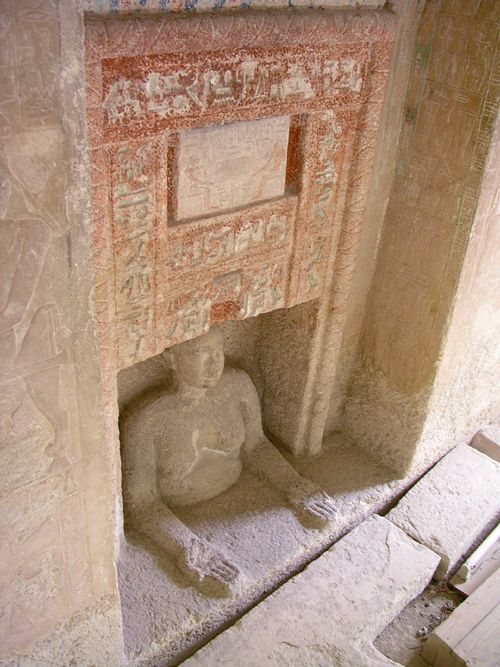
Mastaba Ida (înmormântarea răsăriteană)
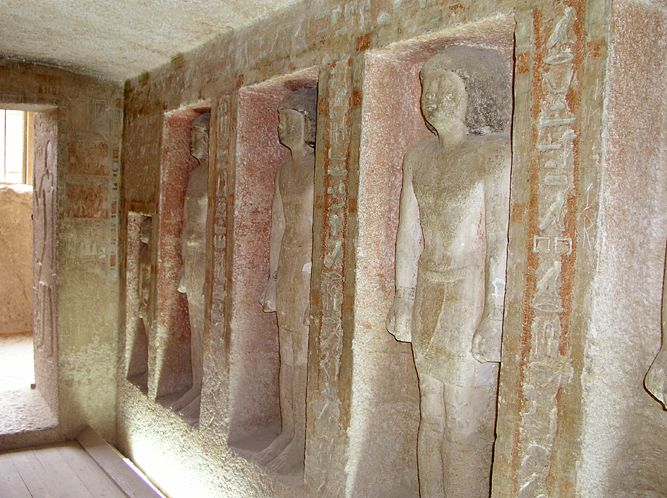
Statuia lui Idu (înmormântarea răsăriteană)
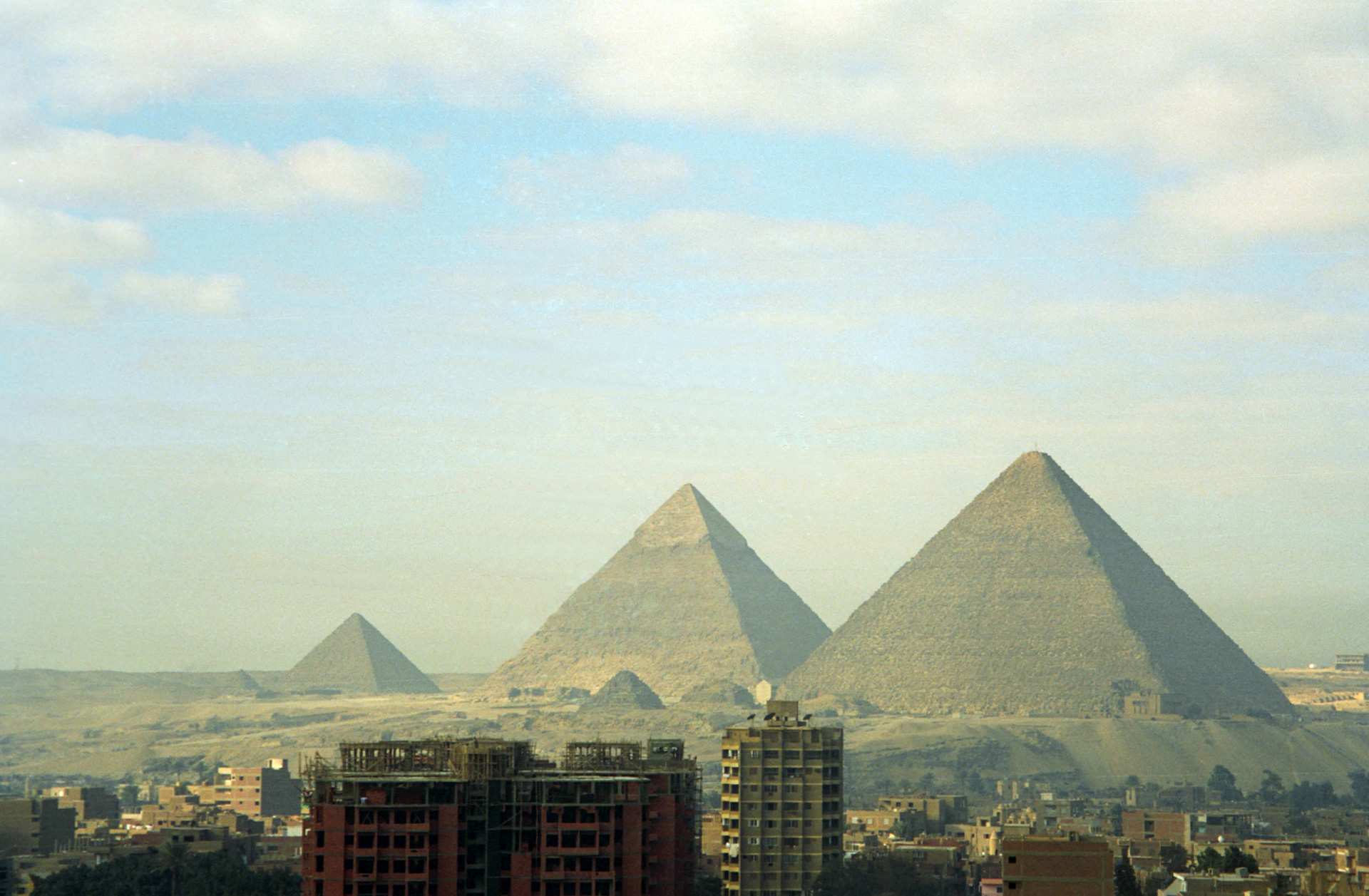
Piramidele din Giza
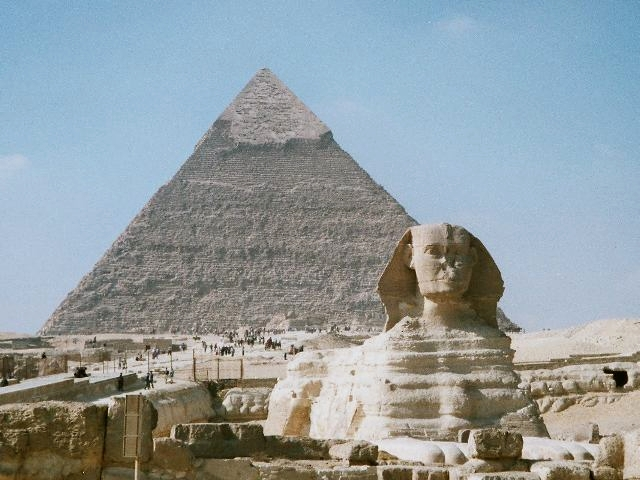
Sfinx
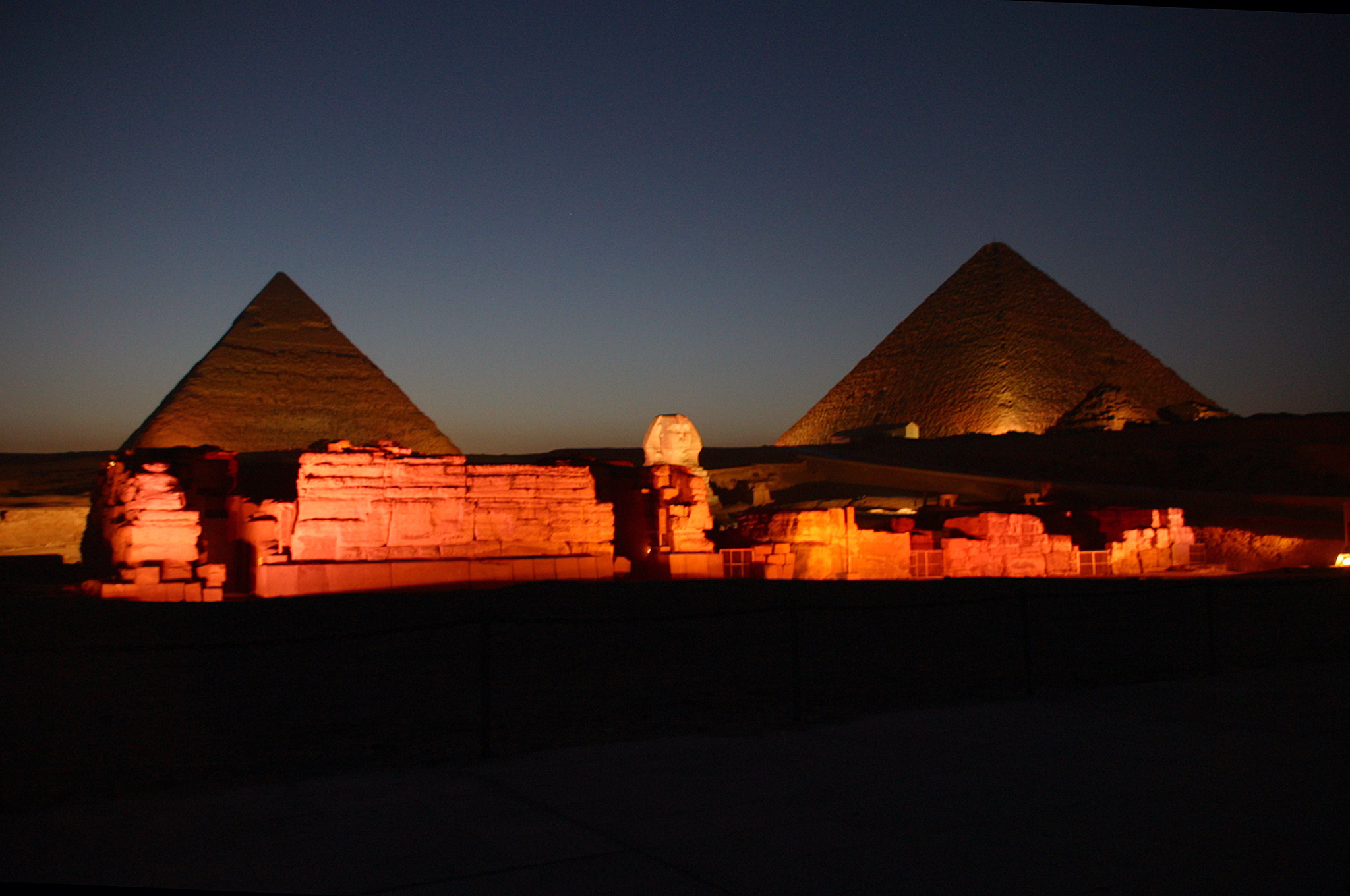
Piramidele noaptea
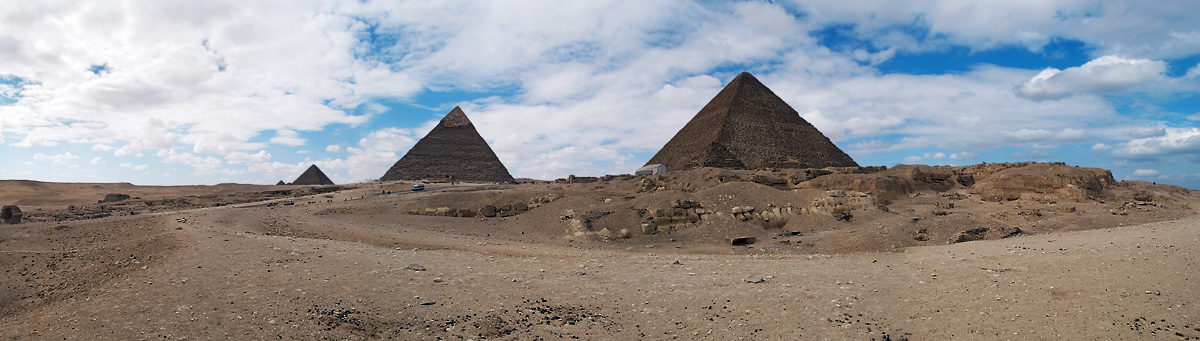
Panoramă
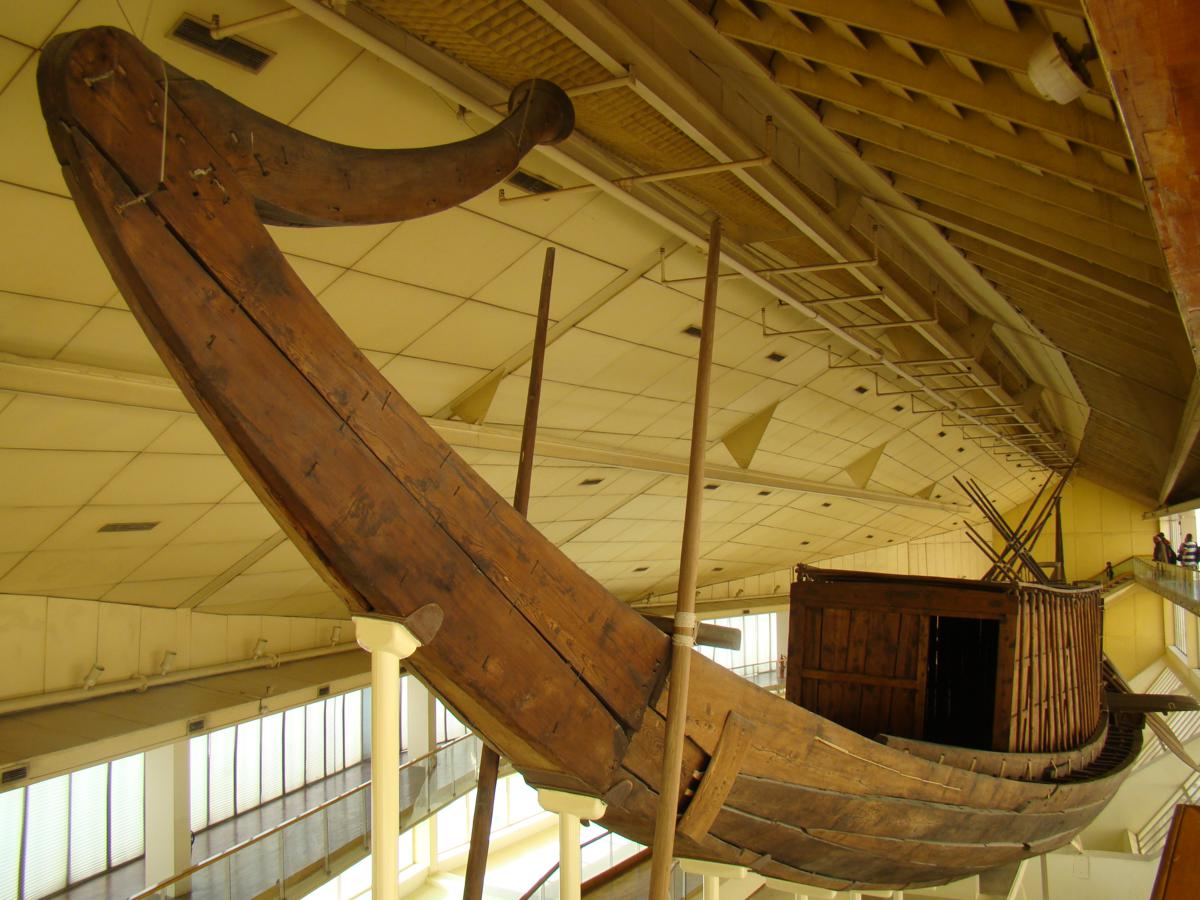
Barcă solară, găsită lângă piramida lui Cheops